# Lycaena splendens
Lycaena splendens är en fjärilsart som beskrevs av Igor Kozhanchikov 1924. Lycaena splendens ingår i släktet Lycaena och familjen juvelvingar. Inga underarter finns listade i Catalogue of Life.